# 幸福ゲーム
「幸福ゲーム」（しあわせゲーム）は、坪倉唯子の3枚目のシングル。1990年6月21日にBMGビクターから発売された。

## 概要
前作から約4年ぶりのシングルであり、レコード会社をアポロン音楽工業からBMGビクターに移籍後初のシングル。
2曲共にタイアップがついており、「幸福ゲーム」は、テレビ朝日系ドラマ『美しい嘘つけますか』の主題歌、カップリングは同じテレビ朝日系『トゥナイト』のエンディングテーマに起用された。

## 収録曲
（全作曲・編曲：寺尾広）
1. 幸福ゲーム
作詞：荒木とよひさ
2. 365の昼と夜
作詞：中島みゆき

## 参加ミュージシャン
- 鈴木茂 - ギター
- 渡辺直樹 - ベース
- 青山純 - ドラム
- 小野塚晃 - キーボード